# Gilbert de Neuffonts
Pour les articles homonymes, voir Gilbert.
Gilbert dit de Neuffonts ou de Neuffontaines, est un religieux prémontré, qui vivait au XIIe siècle. Il est vénéré comme saint dans l'Église catholique.

## Biographie
Né en Auvergne à la fin du XIe siècle, Gilbert participe à la deuxième croisade en compagnie du roi Louis VII de France, en 1146.
À son retour, il décide d'un commun accord avec son épouse Péronnelle (ou Pétronille), d'embrasser la vie monastique. Il devient donc religieux prémontré à l'abbaye de Neuffonts, qu'il fonde en 1152.
Pour sa femme, qui en devient prieure, et sa fille Poncie, qui lui succède à cette charge, il fonde aussi le prieuré d'Aubeterre, situé sur la paroisse du Vernet (aujourd'hui dans la commune de Broût-Vernet, Allier).
Gilbert vit en ermite toute sa vie, et sera considéré comme saint à la suite de nombreux miracles et guérisons survenus à l'hôpital qu'il avait créé pour venir en aide aux lépreux.
Dès lors, saint Gilbert est devenu le saint patron du Bourbonnais. Cela explique la fréquence qu'avait autrefois le prénom de Gilbert en Bourbonnais (de même que Pétronille ou Péronnelle pour les femmes).
Ses ossements sont retrouvés le 26 octobre 1645 sous l'impulsion du procureur de l'ordre Jean Lepaige. Son culte est reconnu le 22 janvier 1728 par le pape Benoît XIII. Il est fêté le 6 juin,.

## L'abbaye Saint-Gilbert de Neuffonts
C'est actuellement un site classé aux Monuments Historiques (MH), situé à Saint-Didier-la-Forêt dans l'Allier. De l'ancien monastère, il ne subsiste que l'ancien hôpital et le bâtiment des chanoines. Ces édifices sont d'architecture romane cistercienne.